# Държавен комитет за строителство и архитектура
 Тази статия е за Държавния комитет за строителство и архитектура.  За Държавния комитет по строителство и архитектура вижте Министерство на регионалното развитие и благоустройството.  
Държавният комитет за строителство и архитектура (ДКСА) е държавна институция в България, съществувала в периода 1955-1959 година.

## История
Нейният председател е член на Министерския съвет. Основната функция на ДКСА е да осъществява надзор над съществуващото паралелно Министерство на строежите.

## Ръководители
| правителство | име           | дати                           | партия | партия |
| ------------ | ------------- | ------------------------------ | ------ | ------ |
| 67           | Антон Югов    | 11 юли 1955 – 18 април 1956    | БКП    |        |
| 67           | Райко Дамянов | 18 април 1956 – 15 януари 1958 | БКП    |        |